# 德奧達波利斯
22°16′33″S 54°09′54″W / 22.27583°S 54.16500°W
德奧達波利斯（葡萄牙語：Deodápolis），是巴西的城鎮，位於該國西部，由南馬托格羅索州負責管轄，始建於1976年5月13日，面積831平方公里，海拔高度418米，2010年人口12,139，人口密度每平方公里14.6人。